# Commune fusionnée de Wöllstein
La Commune fusionnée de Wöllstein est une municipalité allemande située dans le land de Rhénanie-Palatinat et l'Arrondissement d'Alzey-Worms.

## Source
- (de) Cet article est partiellement ou en totalité issu de l’article de Wikipédia en allemand intitulé « Verbandsgemeinde Wöllstein » (voir la liste des auteurs).